# Michel Canac
Michel Canac (Aime, 1956. augusztus 2. – Glacier Noir, Hautes-Alpes, 2019. május 30.) francia alpesisíző.

## Pályafutása
1978 és 1985 között a francia alpesi sícsapat tagja volt. Az 1982-es schladmingi világbajnokságon az ötödik helyen végzett kombináltban. Részt vett az 1984-es szarajevói olimpián, de eredmény nélkül zárta a versenyt. Visszavonulása után rövid ideig a Serre Chevalier-i Francia Síiskola (École du ski français) oktatója volt, majd Briançonban lett hegyi útikalauz.
2019. május 30-án szenvedett halálos balesetet az Hautes-Alpes-ban, az Écrins Nemzeti Parkban található Glacier Noirnál (Fekete gleccser), ahol egyedül sízett.

## Sikerei, díjai
- Francia bajnokság
  - bajnok (3):  1980 (szlalom, kombinált), 1984 (kombinált)